# سيرجي أولدنبورغ
سيرجي فيودوروفيتش أولدنبورغ (26 سبتمبر 1863 - 28 فبراير 1934) (بالروسية: Сергей Фёдорович Ольденбург) هو مُستشرق روسي، متخصص في الدراسات البوذية.

## مسيرته
ولد سيرجي أولدنبورغ في روسيا بتاريخ 26 سبتمبر 1863. درس في جامعة سانت بطرسبورغ.
تم انتخاب أولدنبورغ في الأكاديمية الروسية للعلوم في عام 1900، وشغل منصب أمينها الدائم من عام 1904 إلى عام 1929. ومنذ عام 1905 أصبح ناشطا في الجمعية الجغرافية الروسية.
سافر إلى آسيا الوسطى، حيث اكتشف النصوص السنسكريتية. قام بتشجيع البعثات العلمية إلى التبت وجونغاريا، والتي سلّطت الأضواء على المخطوطات البوذية الفريدة.
انضم أولدنبورغ إلى حزب الكاديت الليبرالي في عام 1905. شغل منصب عضو في مجلس الإمبراطورية الروسية من 1912 إلى 1917. بعد ثورة فبراير 1917 خدم في الحكومة الروسية المؤقتة وزيرا للتعليم.
توفي بتاريخ 28 فبراير 1934 في سان بطرسبرج. أصبحت حفيدته زويه أولدنبرج روائية ومؤرخة فرنسية معروفة.